# Konrad McKay
Pour les articles homonymes, voir McKay.
Konrad McKay (né le 15 décembre 1979 à Wabowden, dans la province du Manitoba au Canada) est un joueur professionnel canadien de hockey sur glace.

## Carrière
Il joue une saison junior avec le Blizzard de l'OCN avec lequel il est élu joueur de l'année en compagnie des frères Jordin et Terence Tootoo. Il y remporte aussi la Coupe Turnbull remit à l'équipe championne de la Ligue de hockey junior du Manitoba. Il signe ensuite avec les Centennials de North Bay de la Ligue de hockey de l'Ontario avec lesquels il joue sa dernière saison junior en 1999-2000.
Il débute par la suite une carrière de neuf saisons chez les professionnels dans cinq ligues différentes. En 2000-2001, il fait ses débuts avec les Jackalopes d'Odessa dans la Western Professional Hockey League. Il signe ensuite avec les Checkers de Charlotte, évoluant en ECHL, pour trois saisons. Aux cours de ces saisons, il fut appelé à jouer six parties dans la Ligue américaine de hockey sur deux saisons. Il passe une saison dans la Ligue centrale de hockey avant de joindre les rangs de la Ligue nord-américaine de hockey au Québec pour ses quatre dernières saisons en tant que joueurs de hockey sur glace.

## Statistiques
| Saison    | Équipe                          | Ligue |    | Saison régulière | Saison régulière | Saison régulière | Saison régulière | Saison régulière |   | Séries éliminatoires | Séries éliminatoires | Séries éliminatoires | Séries éliminatoires | Séries éliminatoires |
| Saison    | Équipe                          | Ligue | PJ | B                | A                | Pts              | Pun              | PJ               | B | A                    | Pts                  | Pun                  |                      |                      |
| 1996-1997 | Blizzard de l'OCN               | LHJM  | 55 | 23               | 58               | 81               | 221              |                  |   |                      |                      |                      |                      |                      |
| 1997-1998 | Blizzard de l'OCN               | LHJM  |    |                  |                  |                  |                  |                  |   |                      |                      |                      |                      |                      |
| 1998-1999 | Blizzard de l'OCN               | LHJM  | 58 | 38               | 73               | 111              | 406              |                  |   |                      |                      |                      |                      |                      |
| 1999-2000 | Centennials de North Bay        | LHO   | 58 | 20               | 33               | 53               | 179              | 6                | 0 | 4                    | 4                    | 8                    |                      |                      |
| 2000-2001 | Jackalopes d'Odessa             | WPHL  | 71 | 23               | 45               | 68               | 169              | 11               | 1 | 7                    | 8                    | 34                   |                      |                      |
| 2001-2002 | Checkers de Charlotte           | ECHL  | 63 | 18               | 20               | 38               | 231              | -                | - | -                    | -                    | -                    |                      |                      |
| 2001-2002 | Wolf Pack de Hartford           | LAH   | 3  | 0                | 0                | 0                | 4                | -                | - | -                    | -                    | -                    |                      |                      |
| 2002-2003 | Checkers de Charlotte           | ECHL  | 51 | 13               | 24               | 37               | 209              | -                | - | -                    | -                    | -                    |                      |                      |
| 2002-2003 | Sound Tigers de Bridgeport      | LAH   | 3  | 0                | 1                | 1                | 11               | -                | - | -                    | -                    | -                    |                      |                      |
| 2003-2004 | Checkers de Charlotte           | ECHL  | 56 | 12               | 32               | 44               | 149              | -                | - | -                    | -                    | -                    |                      |                      |
| 2004-2005 | Scorpions du Nouveau-Mexique    | LCH   | 55 | 15               | 30               | 45               | 170              | -                | - | -                    | -                    | -                    |                      |                      |
| 2005-2006 | Dragons de Verdun               | LNAH  | 41 | 21               | 27               | 48               | 154              | 4                | 0 | 0                    | 0                    | 22                   |                      |                      |
| 2006-2007 | Caron et Guay de Trois-Rivières | LNAH  | 14 | 5                | 3                | 8                | 73               | 6                | 1 | 6                    | 7                    | 23                   |                      |                      |
| 2007-2008 | Caron et Guay de Trois-Rivières | LNAH  | 39 | 7                | 22               | 29               | 190              | 16               | 1 | 15                   | 16                   | 58                   |                      |                      |
| 2008-2009 | Caron et Guay de Trois-Rivières | LNAH  | 12 | 4                | 13               | 17               | 32               | 12               | 3 | 9                    | 12                   | 65                   |                      |                      |